# Kaple Panny Marie Pomocné (Pěkov)
Kaple Panny Marie Pomocné (někdy uváděná jako kostel) je římskokatolická kaple v Pěkově, který je částí města Police nad Metují. Patří do farnosti Police nad Metují. Od 3. 1. 2001 je chráněna jako kulturní památka České republiky.

## Historie
Kaple pochází z poloviny 19. století, upravena byla ve 20. století. Oltářík je současný

## Bohoslužby
Bohoslužby se konají jen o pouti a posvícení.